# Улица Патриарха Владимира Романюка
Улица Патриарха Владимира Романюка (укр. Вулиця Патріарха Володимира Романюка) — улица в Святошинском районе города Киева, посёлок Беличи. Пролегает от безымянного проезда вдоль проспекта Академика Палладина до улицы Академика Булаховского.
Примыкают улицы Куприна, Школьная, Бучанская, Живописная, переулки Живописный и Жовтневый.

## История
Улица возникла в первой половине XX века, называлась (2-я) улица Октябрьской революции (в честь Октябрьской революции 1917 года).
С 1955 года получила название Дрогобычская (в честь города Дрогобыча). Де-факто до переименования существовала под параллельными названиями: Октябрьская и Дрогобычская.
Современное название в честь Патриарха Киевского и всей Руси-Украины Украинской православной церкви Киевского Патриархата Владимира (Романюка) — с 2016 года.

## Изображения

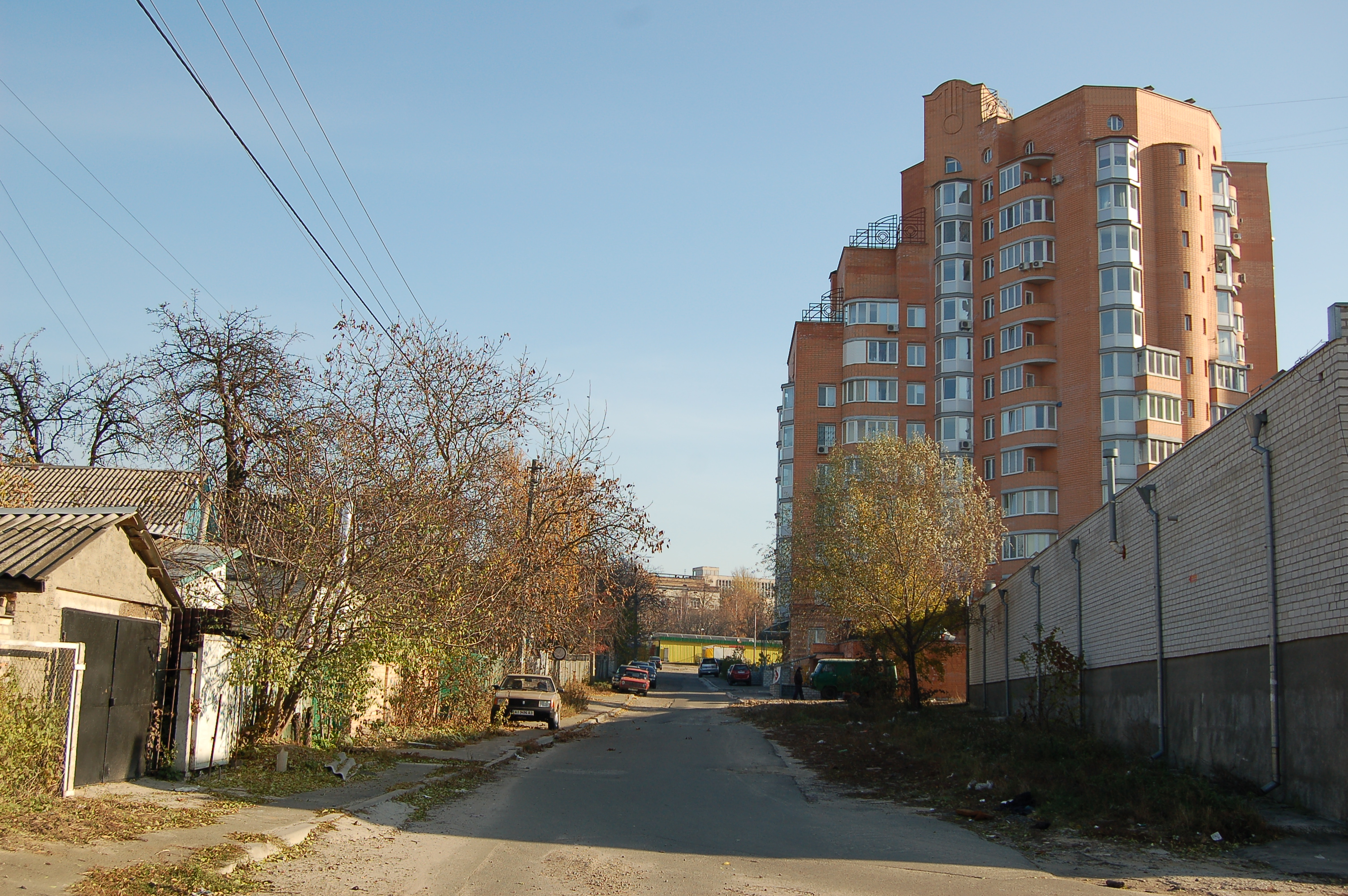
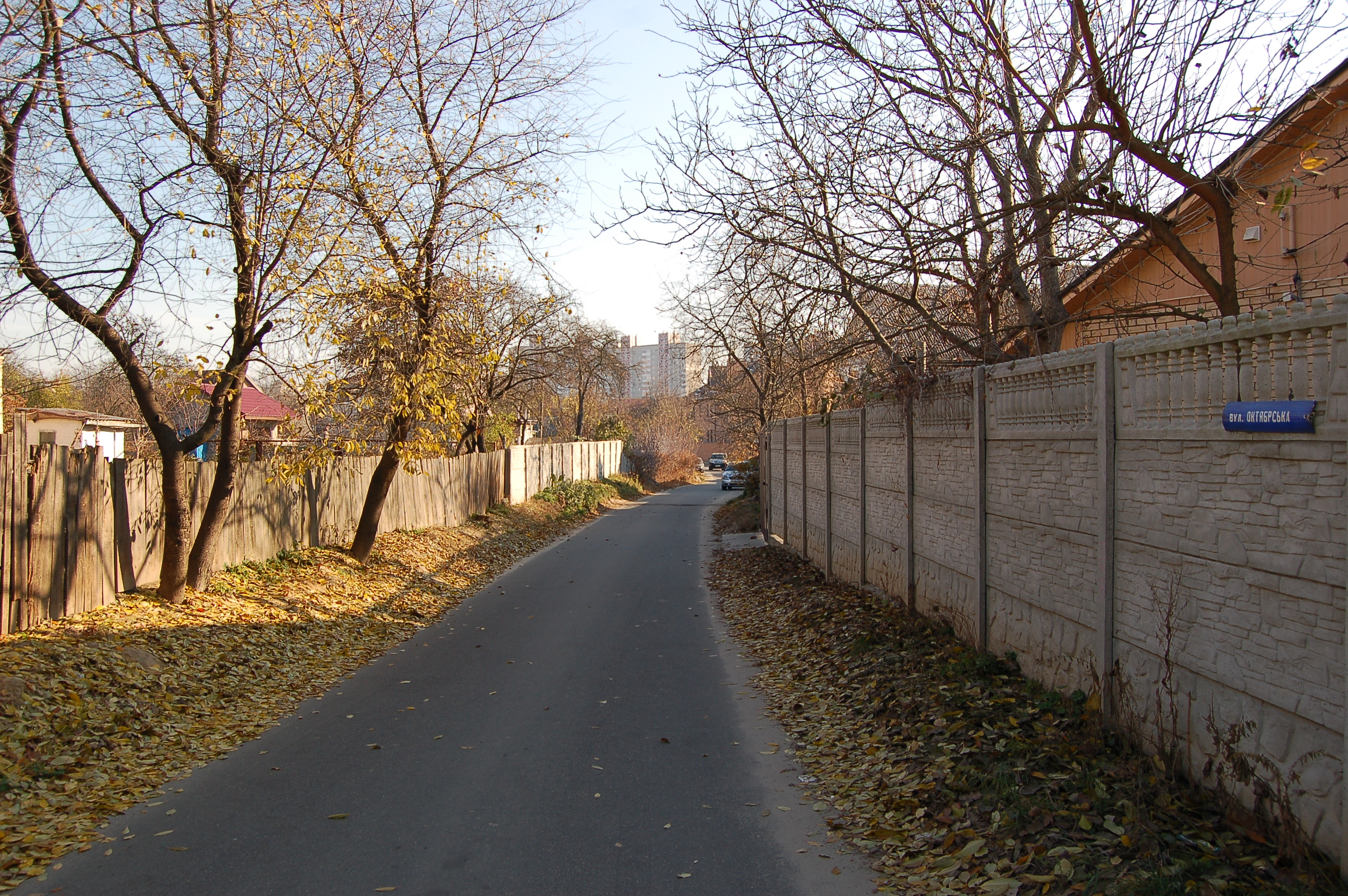